# Мегамозг против Синдиката рока
«Мегамо́зг про́тив Синдика́та ро́ка» (англ. Megamind vs. the Doom Syndicate) — американский анимационный супергеройский комедийный фильм, созданный студией DreamWorks Animation Television. Снятый режиссёром Эриком Фогелем по сценарию Алана Скулкрафта и Брента Саймонса, мультфильм является продолжением кинокартины «Мегамозг» (2010) и пилотным эпизодом мультсериала «Мегамозг рулит!». Главные роли озвучили Кит Фергюсон, Лаура Пост, Джош Бренер, Майя Аоки Таттл, Эмили Танон, Патрик Уорбертон, Скотт Эдсит, Крис Салливан, Тони Хейл, Джанин Мейсон и Адам Ламберт.
Премьера мультфильма состоялась 1 марта 2024 года на стриминговом сервисе Peacock. Он был разгромлен критиками и зрителями.

## Сюжет
Спустя два дня после событий первого фильма Мегамозг взял на себя роль защитника Метро-Сити. Он вместе со Дружбаном (бывшим Прислужником) останавливает преступное трио, известное как Банда Go-Fish, от кражи бесценной рыбы. За свои героические усилия Мегамозг получает ключ от города. Дружбан, чувствуя себя обделенным и недооцененным в своих усилиях, говорит Мегамозгу, что хочет быть его напарником. Получив отказ, он заявляет, что будет искать другие возможности, которые предоставляет Мегамозг.
Синдикат Рока, команда суперзлодеев, частью которой раньше был Мегамозг, сбегает из тюрьмы, чтобы навестить его, думая, что он остался злодеем и что его роль героя является частью коварного плана. Они пускаются в криминальную авантюру, в конце концов бросая вызов Мегамозгу, чтобы доказать, что он все еще злой, ограбив банк. Мегамозг изо всех сил пытается это сделать, но ему помогает Кэйко Морита, его самопровозглашенная самая большая поклонница, которая помогает ему инсценировать фальшивое ограбление. Тем временем Дружбан устраивается на работу в захудалую закусочную.
Обманув свою старую команду, Мегамозг раскрывает старый злодейский заговор по запуску Метро-Сити на Луну с помощью ракет, установленных под землей. Синдикат Рока готовится к запуску, но Мегамозг останавливает их. Они понимают, что он что-то замышляет, и клянутся либо запустить Метро-Сити самостоятельно, либо уничтожить его. Понимая, что он не может победить Синдикат в одиночку, Мегамозг выслеживает Дружбана в его перестроенной закусочной и пытается заручиться его помощью. Однако, поняв, что ему, возможно, больше место в закусочной, чем с ним, Мегамозг сожалеет, что отпустил Дружбана.
Мегамозг оказывается подавленным Синдикатом Рока после того, как они узнают о его внешности. Он прячется в переулке, чувствуя себя побежденным, но сталкивается с Роксаной и Кэйко, которые напоминают ему, что просить помощи у других - это нормально. Дружбан также возвращается, когда Мегамозг говорит ему, что он действительно его напарник. Мегамозг, Дружбан, Роксана и Кэйко объединяются, чтобы противостоять Синдикату Рока, но не могут остановить запуск. Им удается благополучно перенаправить Метро-Сити обратно на Землю. Роксана избрана новым мэром Метро-Сити, в то время как Кэйко запускает недавно разработанный сигнал героя, поскольку Мегамозг чувствует себя состоявшимся в своей новой команде.
В сцене после титров Синдикат Рока снова запирают в тюрьме, когда их посещает бывший наставник Мегамозга, Макиавиллен.

## Роли озвучивали
- Кит Фергюсон — Мегамозг
- Лаура Пост[англ.] — Роксана Ричи
- Джош Бренер — Дружбан / Прислужник
- Майя Аоки Таттл — Кэйко Морита
- Эмили Танон — Леди Допплер
- Патрик Уорбертон — Лорд Рыцарь Ночи
- Скотт Эдсит[англ.] — Пьер Напор
- Крис Салливан — Исполин
- Тони Хейл — Мел / Мистер Пончик
- Джанин Мейсон — Кристино Кристо
- Адам Ламберт — Макиавиллен

Кроме того, в озвучивании принимали участие Майкл Битти, Эрик Фогель, Тодд Хаберкорн, Эрик Мерфи, Джоуи Радман, Эрик Бауза и Роджер Крейг Смит.

## Производство
В апреле 2011 года тогдашний CEO студии DreamWorks Animation Джеффри Катценберг заявил, что у студии нет планов на создание кинопародий наподобие мультфильмов «Мегамозг» (2010), «Монстры против пришельцев» (2009) и «Подводная братва» (2004) или продолжений уже существующих, сказав, что эти мультфильмы «имели общий подход, тон и идею пародии и в мировом прокате не преуспели. В данный момент мы ничего подобного не планируем».
В феврале 2024 года студия DreamWorks Animation Television анонсировала сиквел «Мегамозга», в котором главные роли озвучили Кит Фергюсон, Лаура Пост, Джош Бренер, Майя Аоки Таттл, Эмили Танон, Патрик Уорбертон, Скотт Эдсит, Крис Салливан, Тони Хейл, Джанин Мейсон и Адам Ламберт. Фергюсон заменил Уилла Феррелла, «голос» Мегамозга из первой части, Пост — Тину Фей, озвучивавшую Роксану Ричи, а Бренер — Дэвида Кросса, озвучивавшего Прислужника, который в продолжении получил имя «Дружбан» (англ. Ol’ Chum). Кроме того, стриминговый сервис Peacock объявил, что в один день с мультфильмом выйдет мультсериал «Мегамозг рулит!», продолжающий сюжет сиквела и анонсированный двумя годами ранее под названием «Руководство Мегамозга по защите города» (англ. Megamind’s Guide To Defending Your City). Трейлер вызвал во многом отрицательную реакцию зрителей: в основном критика была связана с качеством компьютерной анимации и заменой актёров из оригинала.

## Премьера
Мультфильм «Мегамозг против Синдиката рока» вышел на Peacock 1 марта 2024 года.